# Gran Premio Industria e Commercio di Prato 1997
Il Gran Premio Industria e Commercio di Prato 1997, cinquantaduesima edizione della corsa, si svolse il 0  1997 su un percorso di 200,5 km, con arrivo a Prato. Fu vinto dall'italiano Mariano Piccoli della Brescialat-Oyster davanti al britannico Maximilian Sciandri e all'italiano Davide Casarotto.

## Ordine d'arrivo (Top 10)
| Pos. | Corridore           | Squadra            | Tempo    |
| ---- | ------------------- | ------------------ | -------- |
| 1    | Mariano Piccoli     | Brescialat-Oyster  | 4h58'21" |
| 2    | Maximilian Sciandri | FDJ                |          |
| 3    | Davide Casarotto    | Scrigno-Gaerne     |          |
| 4    | Mirko Gualdi        | Polti              |          |
| 5    | Andrea Ferrigato    | Roslotto-ZG Mobili |          |
| 6    | Massimiliano Lelli  | Saeco              |          |
| 7    | Bruno Cenghialta    | Gewiss-Playbus     |          |
| 8    | Alessandro Baronti  | Panaria-Vinavil    |          |
| 9    | Marco Fincato       | Roslotto-ZG Mobili |          |
| 10   | Massimo Donati      | Saeco              |          |